# Khodjaobod
Khodjaobod (in uzbeco Xo'jaobod; in russo Ходжаабад, Chodžaabad), anche Hocaobod, è il capoluogo del distretto di Khodjaobod nella regione di Andijan, in Uzbekistan. Ha una popolazione (calcolata per il 2010) di 18.231 abitanti. La città si trova nella valle di Fergana sulla via di collegamento A373 che conduce verso il Kirghizistan e si trova a metà strada tra Andijan e Osh. 